# Stephanie Houghton
Stephanie Jayne Houghton (Durham, Inglaterra; 23 de abril de 1988) es una exfutbolista inglesa. El 27 de marzo de 2024 anunció que al finalizar la temporada se retiraría. Jugo como defensa.

## Clubes
| Club            | País       | Año         |
| --------------- | ---------- | ----------- |
| Sunderland      | Inglaterra | 2002 - 2007 |
| Leeds L.F.C.    | Inglaterra | 2007 - 2010 |
| Arsenal         | Inglaterra | 2010 - 2014 |
| Manchester City | Inglaterra | 2014 - 2024 |

## Palmarés

### Campeonatos nacionales
| Título                | Club            | País       | Año     |
| --------------------- | --------------- | ---------- | ------- |
| Women's FA Cup        | Arsenal         | Inglaterra | 2010-11 |
| FA Women's League Cup | Arsenal         | Inglaterra | 2011    |
| Women's Super League  | Arsenal         | Inglaterra | 2011    |
| FA Women's League Cup | Arsenal         | Inglaterra | 2012    |
| Women's Super League  | Arsenal         | Inglaterra | 2012    |
| Women's FA Cup        | Arsenal         | Inglaterra | 2012-13 |
| FA Women's League Cup | Arsenal         | Inglaterra | 2013    |
| FA Women's League Cup | Manchester City | Inglaterra | 2014    |
| Women's Super League  | Manchester City | Inglaterra | 2016    |
| FA Women's League Cup | Manchester City | Inglaterra | 2016    |
| Women's FA Cup        | Manchester City | Inglaterra | 2016-17 |
| FA Women's League Cup | Manchester City | Inglaterra | 2018-19 |
| Women's FA Cup        | Manchester City | Inglaterra | 2018-19 |
| Women's FA Cup        | Manchester City | Inglaterra | 2019-20 |
| FA Women's League Cup | Manchester City | Inglaterra | 2021-22 |